# Сердюк Валентин Васильович
Сердю́к Валенти́н Васи́льович (18 травня 1971 року, м. Одеса) — український юрист, науковець, доктор юридичних наук, професор.

## Біографія
Народився 18 травня
1971 року в місті Одесі.
Має вищу технічну та юридичну освіту. У 1993 році закінчив Київське вище радіотехнічне училище ППО імені маршала авіації Покришкіна О. І.
У 1998 році закінчив Військовий інститут Київського національного університету імені Тараса Шевченка.
Трудову діяльність розпочав у 1988 році.
З 1988 по 2004 рік перебував на військовій службі у Збройних силах України. Після закінчення служби працював начальником управління забезпечення діяльності Судової палати у господарських справах Верховного Суду України; заступником керівника апарату — начальником управління забезпечення діяльності Судової палати у господарських справах Верховного Суду України.
З 2010 року — заступник керівника апарату Вищого спеціалізованого суду України з розгляду цивільних і кримінальних справ.

## Науковий доробок
Автор понад ста наукових праць.
- Кандидатська дисертація: Сердюк Валентин Васильович. Юрисдикція судів України за спеціалізацією: дисертація канд. юрид. наук: 12.00.10 / Київський національний ун-т ім. Тараса Шевченка. — К., 2003. [Архівовано 10 січня 2011 у Wayback Machine.]

- Докторська дисертація: «Правовий статус Верховного Суду України в системі судової влади» (12.00.10 — судоустрій; прокуратура та адвокатура).[недоступне посилання з липня 2019]
- Верховний Суд України в системі розподілу функцій влади [Текст] : монографія / В. В. Сердюк. — К. : Істина, 2007. — 232 с. — Бібліогр.: с. 205—227. — ISBN 966-7613-98-4